# Sumber Jaya (Sungai Bahar)
Sumber Jaya is een bestuurslaag in het regentschap Muaro Jambi van de provincie Jambi, Indonesië. Sumber Jaya telt 716 inwoners (volkstelling 2010).